# Plebicula valentinae
Plebicula valentinae är en fjärilsart som beskrevs av L'home 1923. Plebicula valentinae ingår i släktet Plebicula och familjen juvelvingar. Inga underarter finns listade i Catalogue of Life.